# John Smith (empresario)
John Wilson Smith (6 de noviembre de 1920 - 31 de enero de 1995) fue un empresario inglés, que fue presidente del Liverpool F.C. de 1973 a 1990.

## Gestión en Liverpool F.C.
Smith asumió como presidente del club en 1973. Entre sus políticas adoptadas, se encuentran:
- La eliminación de la política del Liverpool de cambiar de presidente cada 3 años, con lo cual pudo permanecer en el cargo por 17 años.
- Crear ingresos adicionales mediante patrocinio en las indumentarias. El Liverpool se convirtió así en el primer club en tener un sponsor oficial.[3]
- Asegurar estabilidad en el cargo del entrenador. Esto hizo que durante su gestión el club sólo tuviese tres entrenadores (Bob Paisley de 1975 a 1983, Joe Fagan de 1983 a 1985, y Kenny Dalglish de 1985 hasta 1991)
- La creación de un equipo femenino, conocido hoy como Liverpool Ladies Football Club.

Durante su mandato, la institución alcanzó su período de éxito más notorio de su historia, al ganar 11 ligas, 4 Copas de Europa, dos Copa de la UEFA y tres FA Cups.

## Vida personal
Smith se casó con Doris Mabell Parfitt en 1946, y su matrimonio perduró hasta su muerte en 1995.
Obtuvo el rango de Caballero (Knight Bachelor en inglés) por su "servicio al deporte" en 1989.

## Citas
- Wikiquote alberga frases célebres de o sobre John Smith (empresario).

- “Somos un club muy modesto. No hablamos. No jactamos. Pero somos muy profesionales”
- "Hay algo que ellos llamas The Liverpool Way"
- "El terreno de juego no era lo suficientemente bueno para un partido normal, y mucho menos una final".